# سیدی سینک
سیدی الیزابت سینک (انگلیسی: Sadie Elizabeth Sink‎؛ زادهٔ ۱۶ آوریل ۲۰۰۲) هنرپیشه اهل ایالات متحده آمریکا است.   وی از سال ۲۰۰۹ میلادی تاکنون مشغول فعالیت بوده‌است. او بیشتر به خاطر بازی در نقش مکس در سریال تحسین شده چیزهای عجیب از شبکه نت فلیکس شناخته شده‌است.

## زندگی شخصی

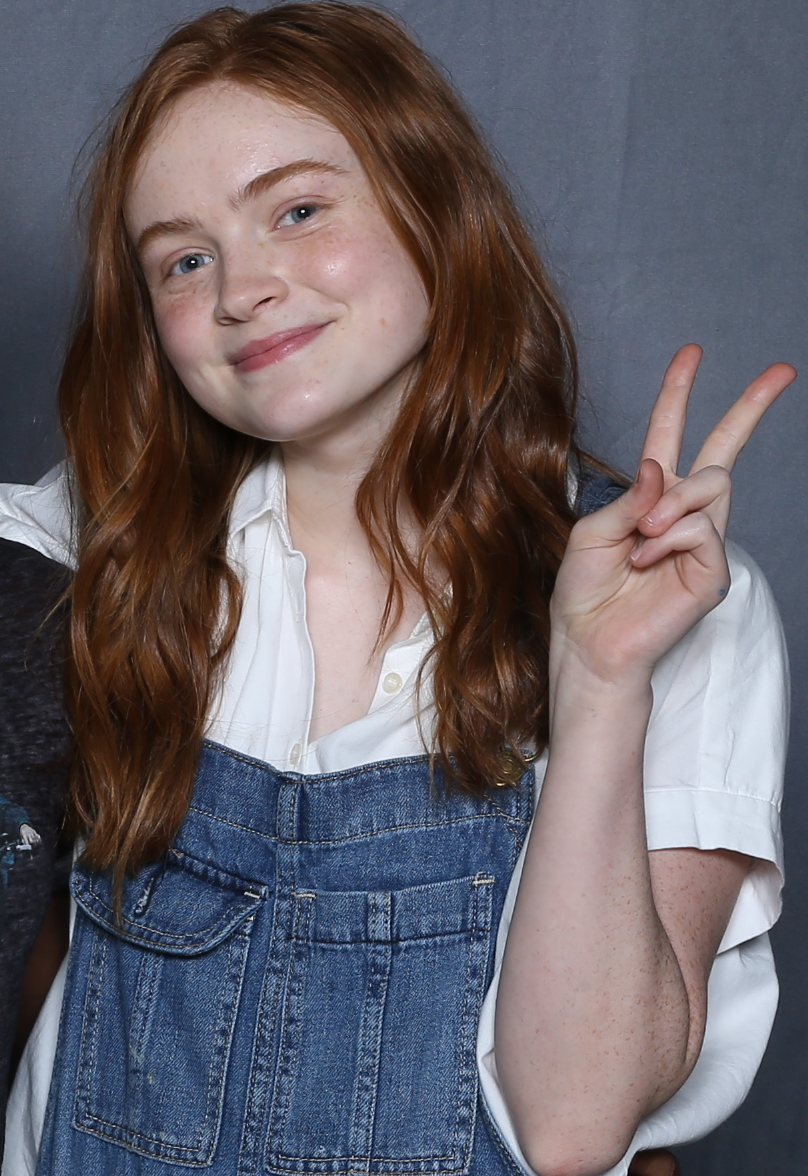
سینک در 2018

سیدی در برنهام، تگزاس به دنیا آمد. او سه برادر بزرگ‌تر به نام‌های کیلب، اسپنسر، میچل و یک خواهر کوچک‌تر به نام جیسی دارد.
سیدی یک وگان است. در ابتدا او فقط یک گیاهخوار بود اما در حین فیلمبرداری فیلم درام قصر شیشه ای، او به وودی هارلسون و به خصوص دختر کوچکش مکنی، بسیار نزدیک شد، این اتفاق باعث شد تا پس از مدتی او از هارلسون و خانواده‌اش الهام بگیرد و تبدیل به یک وگان شود

## بازیگری
در سال ۲۰۰۹، زمانی که هفت‌ساله بود، به بازیگری علاقه‌مند شد، مادرش تصمیم گرفت او را به کلاس‌های بازیگری در یک تئاتر اجتماعی در نزدیکی هیوستون بفرستد. این کار منجر شد تا او وارد تئاتر مشهور برادوی شود و بازیگر نمایش آنی در سن ۱۰ سالگی شود. او با یادگرفتن آموزش‌های رقص و آواز خود را برای این نقش آماده کرد. پس از چند سال ایفای نقش، او به بازی در نمایش آنی پایان داد. عضویت در این تئاتر باعث آشنایی اش با کیلب مک لاگلین، بازیگر سریال چیزهای عجیب شد.
او در حالی که هنوز در نمایش بازی می‌کرد، در سریال برنده جایزه امی، آمریکایی‌ها ظاهر شد.

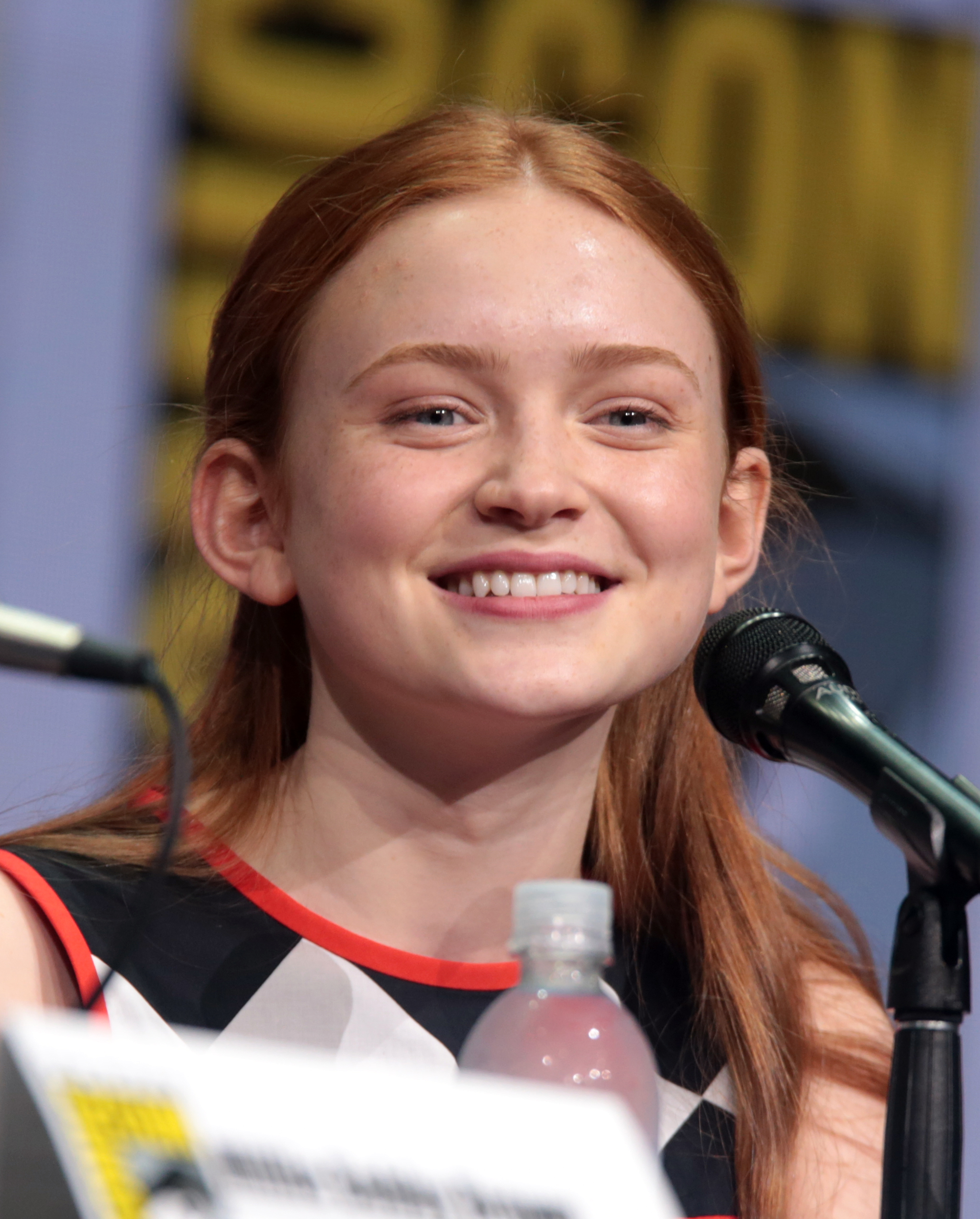
سینک در پنل سریال چیزهای عجیب در کامیک-کان بین‌المللی سن دیگو ۲۰۱۷

در سال ۲۰۱۵، او با هلن میرن در تئاتر برادوی همکاری کرد و به عنوان جوانی ملکه الیزابت دوم ایفای نقش کرد. او همچنین نقش کوتاهی در فیلم چاک داشت.
در سال ۲۰۱۶ به جمع بازیگران فیلم درام قصر شیشه ای با حضور بری لارسون، وودی هرلسون و نائومی واتس پیوست.
در سال ۲۰۱۷، به فصل دوم سریال تحسین شده چیزهای عجیب پیوست و در نقش مکسین «مکس» می فیلد ظاهر شد که به مرور زمان تبدیل به یکی از شخصیت‌های اصلی و مهم سریال شد. او برای بازی در این نقش زمان زیادی را صرف یادگیری تخته اسکیت کرد بازی در این سریال تحسین شده، سینک را به یک ستاره محبوب نوجوان تبدیل کرد.
او همچنین در سال ۲۰۱۸ به همراه برخی از همبازی های خود در سریال چیز های عجیب همچون میلی بابی براون در لیست ۳۰ بازیگر برتر زیر هجده سال هالیوود از نشریه‌ی هالیوود ریپورتر قرار گرفت.
در سال ۲۰۱۸، همراه با واکین فینیکس، رونی مارا، سیا و کت وون دی مستندی درمورد حقوق حیوانات با عنوان «تسلط» را روایت کرد. به دلیل حضورش به عنوان یکی از راویان مستند، برنده جایزه بهترین راوی مراسم جوایز بین‌المللی مستند مستقل هالیوود شد.
در مارس ۲۰۱۹، به جمع بازیگران سه‌گانه خیابان ترس اضافه شد. این فیلم در ژوئیه ۲۰۲۱ منتشر شد و بازی او در نقش زیگی برمن موردتحسین منتقدین و مخاطبان زیادی قرار گرفت و باعث شد نامزد جایزه سینمایی ام تی وی شود. در اکتبر همان سال، فیلم ترسناک ایلای با بازی وی، از نت فلیکس منتشر شد. در ادامه به عنوان بازیگر نقش اول به جمع بازیگران فیلم درام زوئی عزیز اضافه شد. فیلمبرداری آن تا نوامبر در پیتسبرگ، پنسیلوانیا ادامه داشت.
در فوریه ۲۰۲۱، به جمع بازیگران فیلم نهنگ به کارگردانی دارن آرونوفسکی پیوست. فیلمبرداری آن از ۸ مارس آغاز و تا ۷ آوریل در نیوبورگ، نیویورک ادامه داشت.
در نوامبر ۲۰۲۱، در فیلم کوتاهی به نام همه اش را خیلی خوب به نویسندگی و کارگردانی تیلور سوئیفت و با حضور دیلن اوبرایان ظاهر شد. این فیلم بر گرفته از آهنگی به همین نام از تیلور سوئیفت است. بازی سیدی در این فیلم موردتحسین بسیاری از منتقدین و مخاطبان قرار گرفت و باعث افزایش محبوبیت و شهرت او شد.

## حرفه مدلینگ
سینک برای اولین بار در سال ۲۰۱۸ در هفته مد پاریس به روی صحنه رفت. اگرچه معمولاً کمترین سن برای شرکت به عنوان مدل، ۱۶ سال است، اما محبوبیت او باعث شد تا با ۱۵ سال سن بتواند وارد این حرفه شود. او نماینده برندهای زیادی است. او یکی از محبوب‌ترین مدل‌های برندهایی از جمله گوچی، پرادا، نایکی، شنل، کیت اسپید، ژیوانشی، وگ، گلامور، شوپارد و میو میو است.

## فیلم‌شناسی

### سینما
| سال  | عنوان                     | نقش            | یادداشت    |
| ---- | ------------------------- | -------------- | ---------- |
| ۲۰۱۶ | چاک                       | کیمبرلی        | نقش کوتاه  |
| ۲۰۱۷ | قصر شیشه ای               | لوری والز جوان |            |
| ۲۰۱۹ | ایلای                     | هیلی           |            |
| ۲۰۲۱ | خیابان ترس ۱۹۷۸ - بخش دوم | زیگی برمن      |            |
| ۲۰۲۱ | خیابان ترس ۱۶۶۶ - بخش سوم | کانستنس برمن   |            |
| ۲۰۲۱ | همه‌اش را خیلی خوب         | آن دختر        | فیلم کوتاه |
| ۲۰۲۲ | زوئی عزیز                 | تس دینانزیو    |            |
| ۲۰۲۲ | نهنگ                      | الی            |            |
| TBA  | برلین هیچ‌کس               | مزی            | پس‌تولید    |

### تلویزیون
| سال         | عنوان                 | نقش                 | یادداشت                          |
| ----------- | --------------------- | ------------------- | -------------------------------- |
| ۲۰۱۳        | آمریکایی‌ها            | لانا                | قسمت: نابودی دوطرفه              |
| ۲۰۱۴        | نجیب‌زاده              | دیزی کارپنتر        | قسمت: بی‌احترامی به آسیب          |
| ۲۰۱۵        | ادیسه آمریکایی        | سوزان بالارد        | نقش فرعی: ۱۱ قسمت                |
| ۲۰۱۶        | کیمی اشمیت شکست‌ناپذیر | دختر در خیابان      | قسمت: کیمی به غروب خورشید می‌رود! |
| ۲۰۱۷–تاکنون | چیزهای عجیب           | مکسین «مکس» می فیلد | نقش اصلی: از فصل دوم–تاکنون      |

### تئاتر
| سال       | عنوان       | نقش                    |
| --------- | ----------- | ---------------------- |
| ۲۰۱۱      | کریسمس سفید | سوزان ویورلی           |
| ۲۰۱۲–۲۰۱۳ | آنی         | آنی، تسی، دافی         |
| ۲۰۱۵      | مخاطبان     | جوانی ملکه الیزابت دوم |

## جوایز و نامزدی‌ها
| سال  | مراسم                               | دسته‌بندی                                                                                  | عنوان اثر                 | نتیجه    | منبع   |
| ---- | ----------------------------------- | ----------------------------------------------------------------------------------------- | ------------------------- | -------- | ------ |
| ۲۰۱۸ | جوایز بین‌المللی مستند مستقل هالیوود | برترین راوی (راویان دیگر: واکین فینیکس، رونی مارا، سیا، کت وون دی و کریس دلفورس)          | تسلط                      | برنده    | [ ۱۹ ] |
| ۲۰۱۸ | جایزه سینمایی و تلویزیونی ام‌تی‌وی    | بهترین گروه در سریال تلویزیونی (با گیتن ماتارازو، فین ولفهارد، کیلب مک لاگلین و نوآ اشنپ) | چیزهای عجیب               | نامزدشده | [ ۲۰ ] |
| ۲۰۱۸ | جایزه انجمن بازیگران فیلم           | بهترین عملکرد توسط یک گروه در مجموعه درام                                                 | چیزهای عجیب               | نامزدشده | [ ۲۱ ] |
| ۲۰۲۰ | جایزه انجمن بازیگران فیلم           | بهترین عملکرد توسط یک گروه در مجموعه درام                                                 | چیزهای عجیب               | نامزدشده | [ ۲۲ ] |
| ۲۰۲۲ | جایزه سینمایی و تلویزیونی ام‌تی‌وی    | بهترین بازی ترسناک                                                                        | خیابان ترس ۱۹۷۸ - بخش دوم | نامزدشده | [ ۲۳ ] |